# 河北博物院
河北博物院原名河北省博物馆，是中华人民共和国河北省唯一一所省级地志类综合性博物馆，位于石家庄市中心地段的中山东路南侧，面向省会文化广场，馆舍建筑面积20028平方米，一楼、二楼各有9个展览大厅，可用展览面积11216平方米。是河北省文化和旅游厅直属副厅级事业单位。

## 歷史
1953年4月其前身是河北省博物馆成立，原位于保定古莲花池，1982年搬至石家庄，當時場地還是借用河北省展览馆，该场地原是修建于文革时期（1986年）的“毛泽东思想胜利万岁展览馆”。1986年展览馆和博物馆合并，成爲新的河北省博物馆，次年开馆。2001年，博物馆馆舍成为省级文物保护单位。
2006年開始扩建，2013年6月9日正式开放，同时正式改名爲河北博物院。
2024年4月，入选中央地方共建国家级重点博物馆名单。

## 馆藏

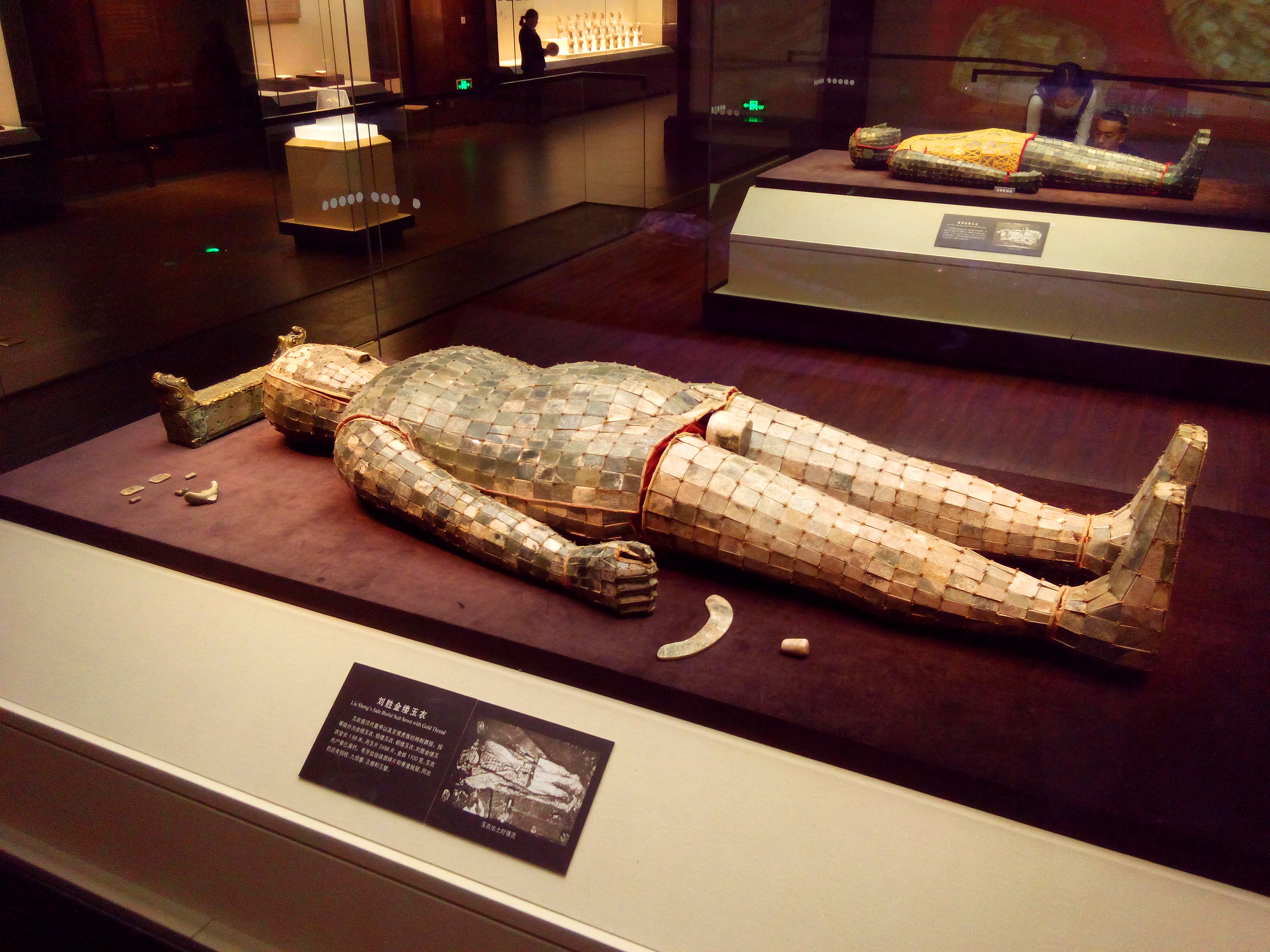
中国汉朝中山靖王刘胜的金缕玉衣，出土于满城汉墓
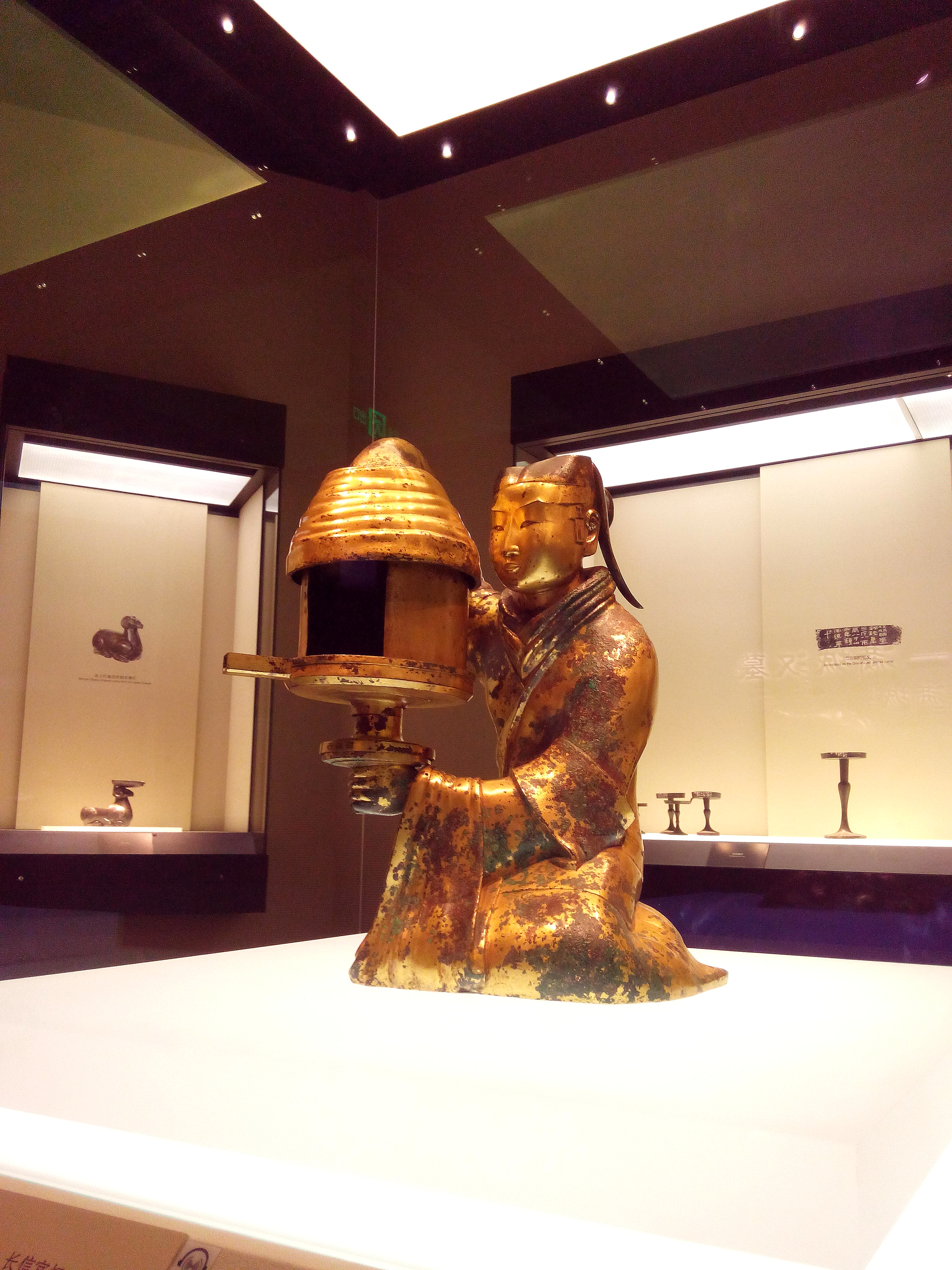
中国汉朝长信宫灯，出土于满城汉墓
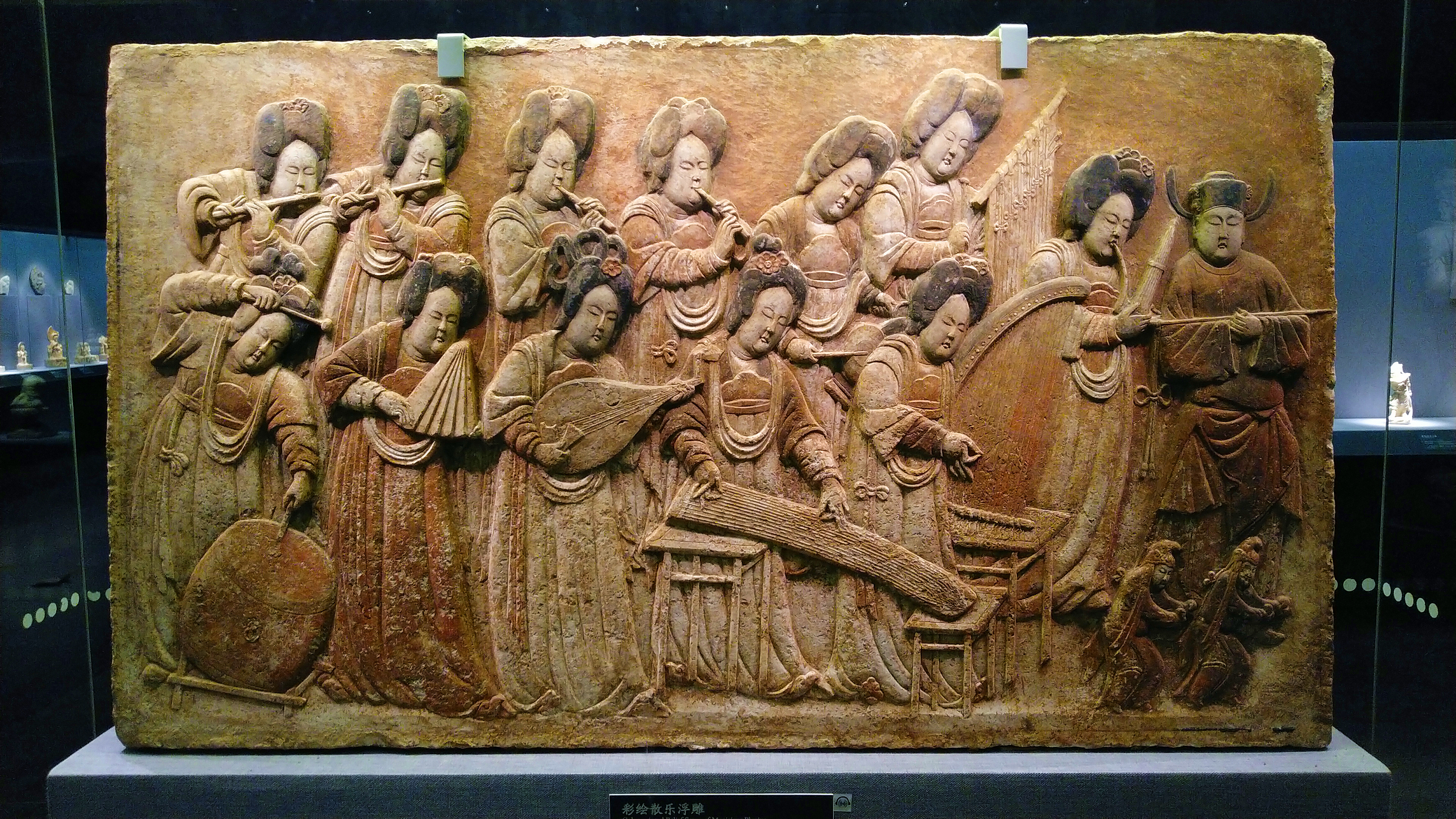
中国五代的彩绘石散乐浮雕，出土于保定市曲阳县

河北博物院现藏文物约24万件，包括国家一级文物360余件。其中最富盛名的是满城陵山西汉中山靖王刘胜及其妻窦绾合葬墓出土的文物。

## 展览
河北博物院现有五个基本陈列，形成了完整的陈列体系：
- 《石器时代的河北》：展示自旧石器时代的河北历史和文物；
- 《近代河北》：展示自1840年鸦片战争至1949年中华人民共和国成立的河北历史和文物；
- 《当代河北》：反映当今河北的面貌；
- 《战国雄风——古中山国》：展示战国中山国的文物、历史、宫室、王陵和游牧生活等；
- 《大汉绝唱——满城汉墓》：展出满城汉墓出土的上万件文物中的精华部分。

此外，书画艺术馆不定期举办各种形式的书画展。除基本陈列外，博物馆每年举办、引进多种临时展览。